# Moacă de nămol
Moaca de nămol sau mocănașul, zglăvoaca (Babka gymnotrachelus) este un pește mic dulcicol, din familia gobiide, care trăiește pe fundurile mâloase ale apelor liniștit curgătoare din bălți și lacuri. Răspândit în limanurile și estuarele afluenților Mării Negre, Mării Azov și Mării Caspice; nu intră niciodată în regiunile sărate ale  Mării Negre. În România, în lacurile (Brateș, Jijia, Babadag, Razelm) și bălțile Dunării până la Călărași (Cochirleni etc.); găsit și în lacul Colentina, Mostiștea și Brănești.